# Shawnee, Oklahoma
Shawnee är en stad i Pottawatomie County, Oklahoma, USA. Staden är en del av Oklahoma City området och antalet invånare år 2010 var ca 30 000.

## Kända personer från Shawnee
- Dan Boren, politiker
- Brad Pitt, skådespelare